# 히소르산맥

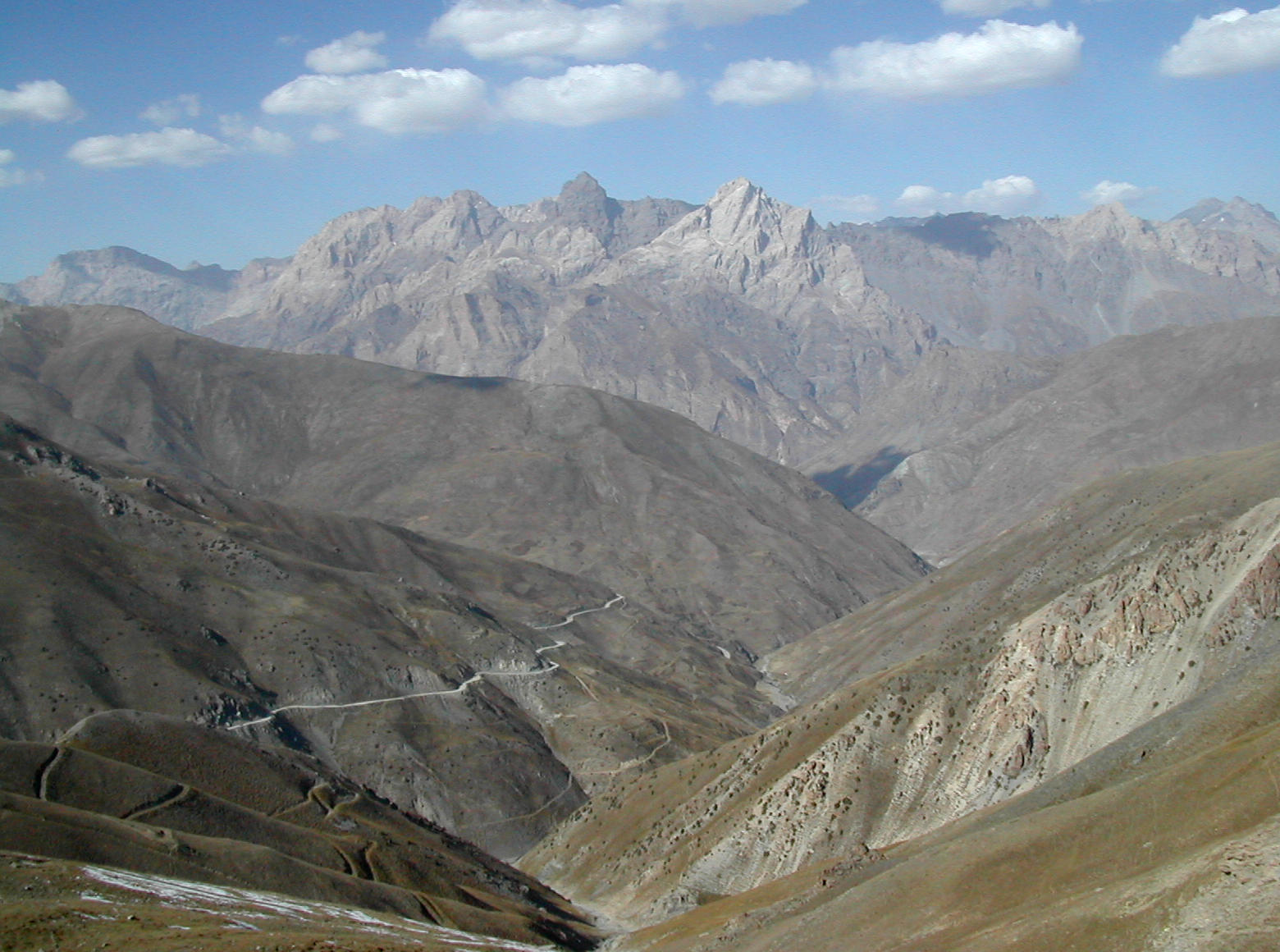
자라프샨산맥이 위치한 히소르산맥의 안조브 고개

히소르산맥(타지크어: Қаторкӯҳи Ҳисор, 우즈베크어: Hisor tizmasi, 우크라이나어: Ґаторкугі Гісор) 또는 기사르산맥(러시아어: Гиссарский хребет)은 중앙아시아에 위치한 산맥으로서 파미르-알레이 계통의 서쪽에 위치한다. 타지키스탄과 우즈베키스탄을 동서 방향으로 가로지르고 있으며 길이는 약 200km 이상에 달한다.

## 지리
히소르산맥은 자라프샨산맥의 남쪽에 위치하며 타지키스탄의 수도인 두샨베의 북쪽까지 뻗어 있다. 타지키스탄의 공화국 직할구 히사르구를 거쳐 우즈베키스탄 수르한다리야주 북쪽 끝까지 걸쳐 있다. 히소르산맥의 최고봉은 우즈베키스탄의 최고점이기도 한 하즈레트술탄산으로 높이는 4,643m이다. 이 산은 우즈베키스탄의 최고점으로서 과거에는 제22차 소련 공산당 대회봉이라고 부르기도 했다. 히소르산맥은 화강암의 침입으로 구멍이 난 결정, 결정편암, 사암으로 이루어져 있다.
시르켄트 국립공원을 아우르는 히소르산맥의 골짜기는 3,000 헥타르의 보호 구역을 차지하고 있으며 향후 30,000여 헥타르로 확대될 것으로 예상되고 있다. 또한 역사적·과학적 관심이 집중된 유적지가 유난히 많다.